# Zweihundertfünfundfünfzig
Die Zweihundertfünfundfünfzig (255) ist die natürliche Zahl zwischen 254 und 256. Sie ist ungerade.
Sie hat eine besondere Bedeutung in der Informationstechnik (siehe unten).

## Primfaktorzerlegung
Die Primfaktorenzerlegung der Zahl 255 ist 3 × 5 × 17, diese Zerlegbarkeit in drei verschiedene Primfaktoren macht 255 zur fünfundzwanzigstkleinsten Sphenischen Zahl. Die genannten Teiler 3, 5 und 17 sind die ersten drei Fermat-Zahlen.

## Informationstechnik
Im Dualsystem lassen sich mit acht Stellen genau 256 verschiedene Werte darstellen. In der Informatik ist dies von Bedeutung, da die meisten Computer seit den 1970er Jahren die kleinsten Informationseinheiten, die sie verarbeiten (die Bits), zu Oktetts (umgangssprachlich meistens als Byte bezeichnet) oder einem Vielfachen davon zusammenfassen. So können mit einer vorzeichenlosen 8-Bit-Ganzzahlvariablen die Zahlen 0 bis 255 dargestellt werden. Die Zahl (dezimal) 255 ist die größte Zahl, die im Dualsystem mit 8 Stellen (gleich 8 Bits, nämlich als 11111111) dargestellt werden kann und tritt daher in der Computertechnik gelegentlich als Grenzwert auf.
Beispiele:
- Bei Farbangaben im RGB-Farbraum wird eine Farbe definiert, indem die Leuchtstärke einer roten, grünen und blauen Lampe jeweils im Bereich von 0 bis 255 angegeben werden und diese Einzelfarben durch die additive Farbmischung zusammengesetzt werden. Die Farbe „rot 64 grün 255 blau 0“ ist zum Beispiel ein Grünton, der durch den Rotanteil leicht ins Gelbliche reicht.

- Netzmasken in der dotted decimal notation enthalten in einfachen Netzwerken häufig die Zahl 255, weil damit ein Subnetz in der Größe der früher im Internet verwendeten Netzklassen definiert werden kann. Die drei Klassen A, B, C hatten die Netzlänge 8, 16, 24 Bit und somit die Netzmasken 255.0.0.0, 255.255.0.0, 255.255.255.0.

- das Computerspiel Pac-Man hat 255 spielbare Level, weil bei Level 256 der Levelzähler, der als vorzeichenlose 8-Bit-Ganzzahl gespeichert wird, von 255 auf 0 zurückspringt und dies vom Programm nicht korrekt gehandhabt wird.